# Grums landsfiskalsdistrikt
Grums landsfiskalsdistrikt var 1918–1964 ett landsfiskalsdistrikt i Värmlands län, bildat när Sveriges indelning i landsfiskalsdistrikt trädde i kraft den 1 januari 1918, enligt beslut den 7 september 1917. Den 1 januari 1965 avskaffades i Sverige samtliga landsfiskaler och landsfiskalsdistrikt, och deras arbetsuppgifter delades upp på de nyskapade indelningarna polisdistrikt, åklagardistrikt och kronofogdedistrikt.
Landsfiskalsdistriktet låg under länsstyrelsen i Värmlands län.

## Ingående områden
1 januari 1948 ombildades Grums landskommun till Grums köping. När Sveriges nya indelning i landsfiskalsdistrikt trädde i kraft den 1 januari 1952 (enligt kungörelsen 1 juni 1951) ändrades distriktets omfattning.

### Från 1918
Grums härad:
- Borgviks landskommun
- Eds landskommun
- Grums landskommun
- Nors landskommun
- Segerstads landskommun

### Från 1948
Grums härad:
- Borgviks landskommun
- Eds landskommun
- Grums köping
- Nors landskommun
- Segerstads landskommun

### Från 1 januari 1952
- Eds landskommun
- Grums köping
- Nors landskommun